# Àcid laetisàric
L'àcid laetisàric, el qual nom sistemàtic és àcid (8R,9Z,12Z)-8-hidroxioctadeca-9,12-dienoic, és un àcid carboxílic de cadena lineal amb devuit àtoms de carboni que conté dos dobles enllaços als carbonis 9 i 12, i un grup hidroxil al carboni 8, la qual fórmula molecular és {\displaystyle {\ce {C18H32O3}}}. En bioquímica és considerat un àcid gras rar.
Fou aïllat per primera vegada el 1986 pels investigadors W.S. Bowers, C. Harvey, P.H. Evans i M. Katayama del basidiomicot Laetisaria arvalis, un fong, d'on en derivaren el nom comú àcid laetisàric. S'ha descobert que és un agent que inhibeix el creixement de fongs patògens de les plantes Rhizoctonia solani, Phytium ultimum i Phoma betae.